# Concorde tér (Degas-kép)
A Concorde tér (Place de la Concorde) Edgar Degas alkotása, amely a szentpétervári Ermitázs gyűjteményének része.

## Keletkezése
A festményen Ludovic-Napoléon Lepic és két lánya, Eylau és Jeanine, valamint kutyájuk, Albrecht látható. A férfi Louis Lepic tábornok unokája volt, aki I. Napóleon francia császár alatt szolgált. Lepic maga is festő volt, részt vett az impresszionisták első két kiállításán. Barátságban volt Degas-val, akit társasági és nem művészi körökben ismert meg. Lepic legalább négy Degas-festménynek volt modellje, például a Lepic gróf és lányai címűnek.
Lepic flâneurként, különösebb cél nélkül sétáló járókelőként jelenik meg Concorde téren, a kor tipikus figurájaként, akik benépesítették a Georges Eugène Haussmann báró tervei alapján kialakított új párizsi köztereket. A városközpont átalakítása társadalmi változással is járt, a korábban munkások által lakott területekre beköltözött a polgárság. Ezt a változást más festők is megörökítették, például Gustave Caillebotte Párizsi utca esőben című képén.
Az alkotás bal oldalán látható figura szintén Degas barátja volt, Daniel Halevy író. A Lepic család valamennyi figurája mozog, de semmilyen interakcióba nem lépnek egymással, valamennyien különböző irányokba néznek. A festmény az elszigeteltség érzetét sugározza. Ezt a hatást erősíti a jól felismerhető tér kihaltsága, mindössze egy kocsi látható a bal felső sarokban. Ez az elszigeteltség más Degas-képen is megjelenik, például a Kávéházban címűn. A kompozíción, az alakok elhelyezésén és a figurák elvágásán érezhető a 19. század második felében népszerű japán nyomatok hatása. Degas 1875-ben festette a képet, majd később, pénzszűke miatt, eladta Ludovic-Napoléon Lepicnek, és a festmény a 19. század végéig rejtve maradt a nyilvánosság elől.
A kompozíció politikai üzenetére először Kirk Varnedoe amerikai művészettörténész mutatott rá: a Lepic által viselt cilinder eltakarja James Pradier 1830-as években átadott Strasbourg-szobrát. Strasbourgot a porosz–francia háborúban a németek elfoglaltak, és Elzásszal együtt elcsatoltak. 1870 szeptemberében, a város ostroma alatt, a párizsiak a szobornál imádkoztak a győzelemért. A képet a szovjet hadsereg hadizsákmányként elvitte.